# Idioptera linnei
Idioptera linnei là một loài ruồi trong họ Limoniidae. Chúng phân bố ở miền Cổ bắc.